# Frederik Rønnow
Frederik Rønnow (Horsens, 4 de agosto de 1992) es un futbolista danés que juega en la demarcación de portero para el F. C. Union Berlin de la 1. Bundesliga.

## Selección nacional
Tras jugar con la selección de fútbol sub-18 de Dinamarca, la sub-19, la sub-20 y la sub-21, Frederik Rønnow fue convocado por el seleccionador Åge Hareide para los partidos amistosos contra Islandia y Escocia, aunque no llegó a disputar ningún partido. Finalmente el 31 de agosto de 2016 hizo su debut con la selección absoluta en un encuentro contra Liechtenstein que finalizó con un resultado de 5-0 a favor del combinado danés tras los goles de Viktor Fischer, Andreas Cornelius, un doblete de Nicolai Jørgensen y otro de Jens Larsen. Además llegó a disputar tres partidos de la clasificación para la Copa Mundial de Fútbol de 2018. El 12 de abril de 2018 el Eintracht Frankfurt de la Bundesliga de Alemania le fichó por un contrato de 4 años tras finalizar la temporada 2017/18.

### Participaciones en Copas del Mundo
| Mundial                        | Sede  | Resultado        | Partidos | Goles |
| ------------------------------ | ----- | ---------------- | -------- | ----- |
| Copa Mundial de Fútbol de 2018 | Rusia | Octavos de final | 0        | 0     |
| Copa Mundial de Fútbol de 2022 | Catar | Primera fase     | 0        | 0     |

### Participaciones en Eurocopas
| Copa          | Sede     | Resultado        | Partidos | Goles |
| ------------- | -------- | ---------------- | -------- | ----- |
| Eurocopa 2020 | Europa   | Semifinal        | 0        | 0     |
| Eurocopa 2024 | Alemania | Octavos de final | 0        | 0     |

## Clubes
| Club                      | País      | Año       | Partidos | Goles |
| ------------------------- | --------- | --------- | -------- | ----- |
| AC Horsens                | Dinamarca | 2010-2013 | 58       | 0     |
| Esbjerg fB (cedido)       | Dinamarca | 2013-2014 | 26       | 0     |
| AC Horsens                | Dinamarca | 2014-2015 | 12       | 0     |
| Brøndby IF                | Dinamarca | 2015-2018 | 110      | 0     |
| Eintracht Fráncfort       | Alemania  | 2018-2020 | 21       | 0     |
| F. C. Schalke 04 (cedido) | Alemania  | 2020-2021 | 11       | 0     |
| F. C. Union Berlin        | Alemania  | 2021-     | 125      | 0     |

## Palmarés

### Títulos nacionales
| Título            | Club       | País      | Año  |
| ----------------- | ---------- | --------- | ---- |
| Copa de Dinamarca | Brøndby IF | Dinamarca | 2018 |